# Neue Schützenhalle (Lüdenscheid)

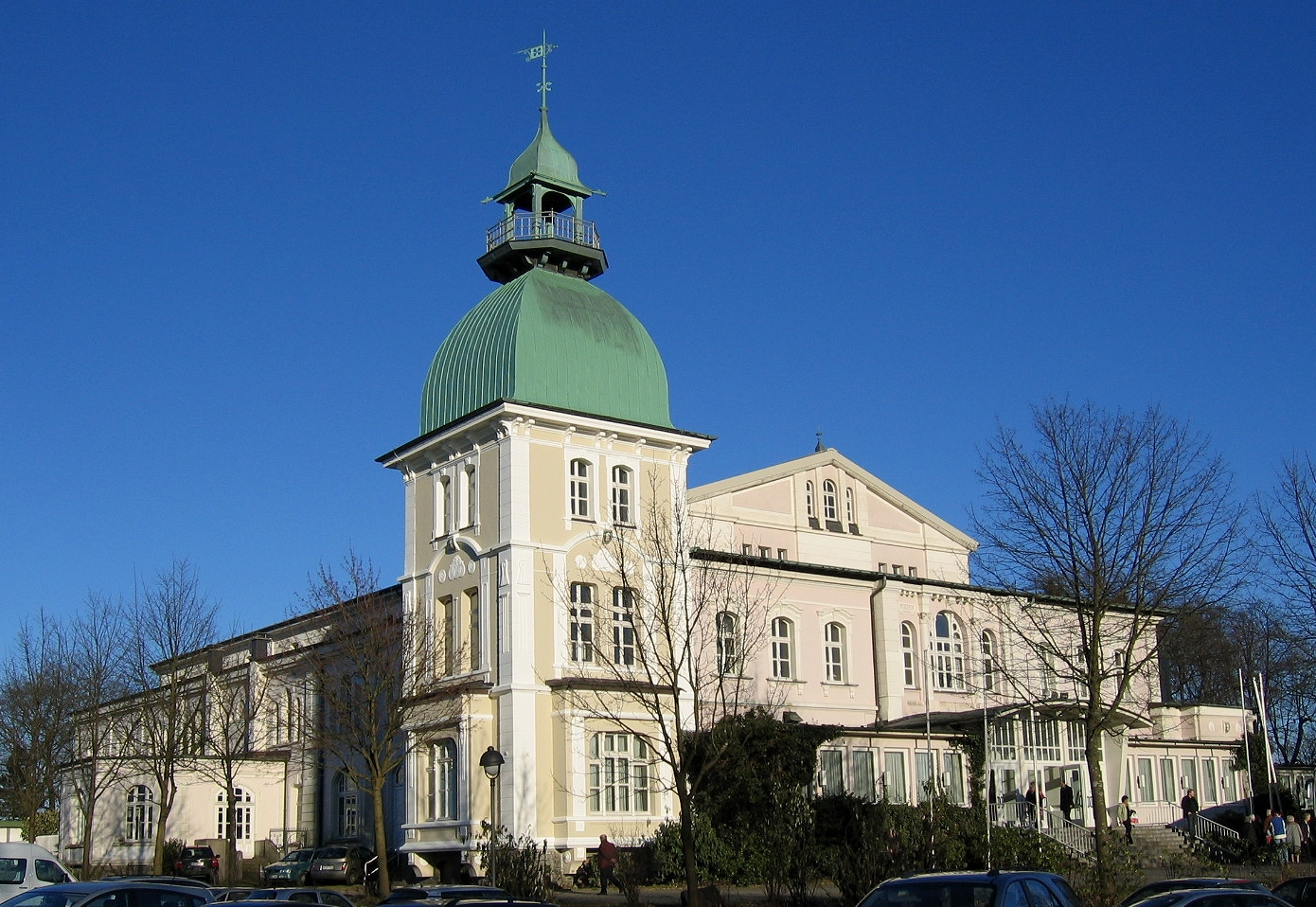
„Neue Schützenhalle“ Lüdenscheid

Die Neue Schützenhalle in Lüdenscheid ist der größte Veranstaltungsort der Stadt. Sie wird nicht nur von der für den Bau verantwortlichen Schützengesellschaft genutzt, sondern besitzt Bedeutung darüber hinaus für das öffentliche Leben. Lange Zeit war sie vor Ort die wichtigste Veranstaltungsstätte für Theateraufführungen oder Konzerte.

## Vorgeschichte
Bereits 1860 errichtete die Lüdenscheider Schützengesellschaft 1506 e. V. eine erste massive Festhalle auf dem Loher Höhenzug, die später sogenannte Alte Schützenhalle. Sie wurde mehrmals umgebaut, erweitert und erst Anfang der 1980er Jahre abgerissen. Nach deutlichem Bevölkerungswachstum wird 1899/1900 am gegenüberliegenden Ende des benachbarten Schützenplatzes die hier behandelte Neue Schützenhalle errichtet. Bei ihrer Einweihung um 1900 galt sie als eine der größten Festhallen Westfalens.

## Architektur

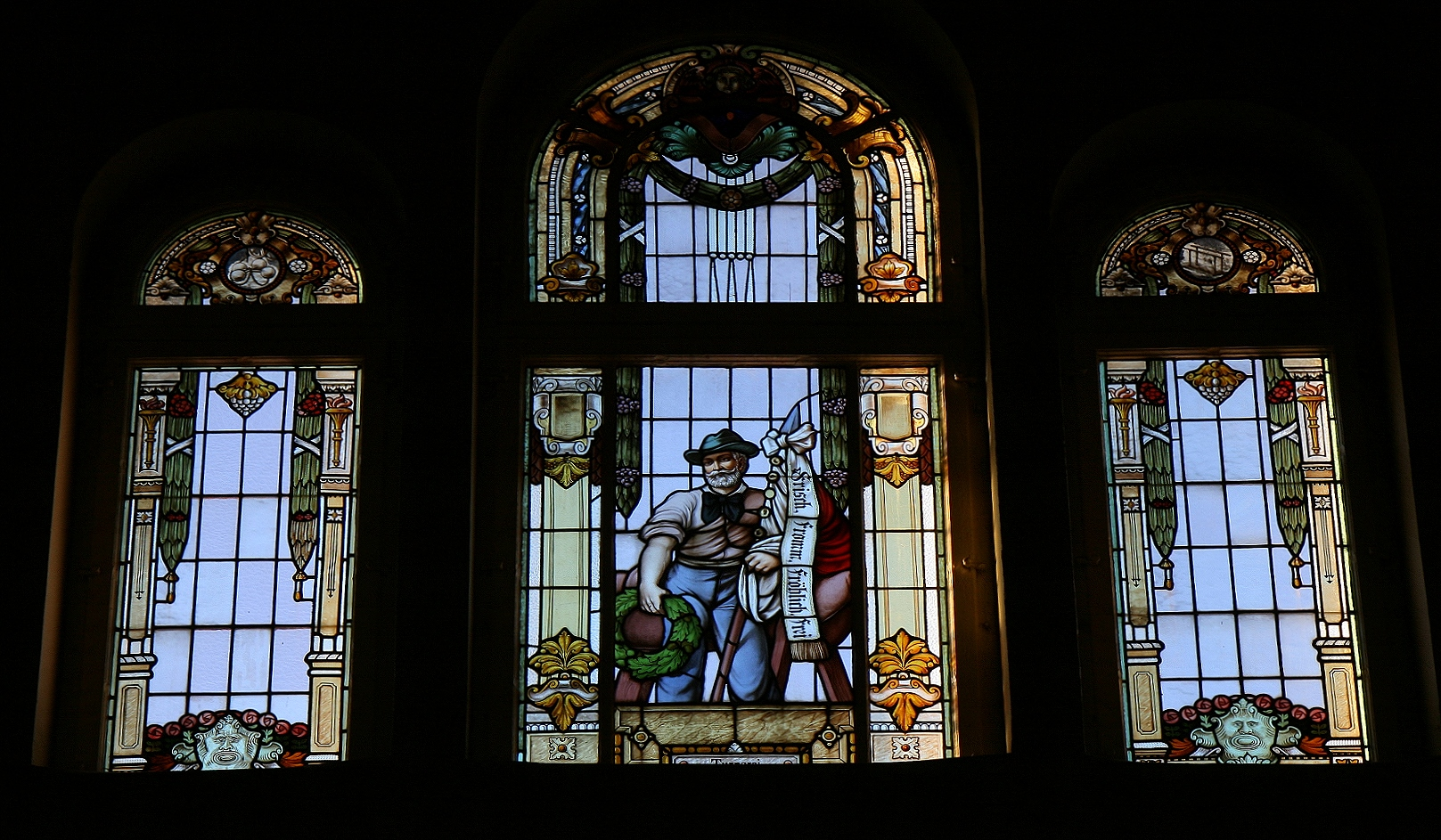
Motivfenster

Es handelt sich um ein dem repräsentativen Zweck entsprechend aufwendig gestaltetes Bauwerk mit Resten des ursprünglich reichen bauplastischen Schmucks im Stil des Neobarock. Der Hallentrakt besitzt die Struktur einer Basilika; ein breiter Mittelteil wird beidseits von niedrigeren Seitenschiffen flankiert. Flache Bögen, welche von Säulen mit vergoldeten korinthischen Kapitellen getragen werden, unterfangen den Aufbau des Mittelschiffs. Nach Westen, an der Schauseite zum Schützenplatz, ist ein zweigeschossiger Gebäudeteil mit Flachdach vorgelagert. Insbesondere der Mittelrisalit mit dem Haupteingang besaß einst ebenso wie der nach hinten versetzte Giebel des Hallenmittelteils reichen bauplastischen Schmuck, welcher jedoch weitgehend entfernt wurde. Stattdessen wurde ein eingeschossiger Anbau für ein Restaurant mit verbreitertem Haupteingang vorgesetzt. Bis auf die leicht gerundete Verdachung des Eingangs besitzt er keinen gestalterischen Anspruch. Ein besonders markanter Bauteil ist der dreigeschossige Turm, nördlich im Anschluss an den beschriebenen Hallenvorbau. Er fällt durch eine geschweifte Jugendstilhaube mit Laterne, ebenfalls in Jugendstilformen, auf. Die Laterne erhebt sich über einer kleinen Plattform, welche über die Haube hinausragt. Angeblich war die Architektur der Neuen Schützenhalle an jener des 1834 abgebrannten britischen Oberhauses („House of Lords“) orientiert.

## Nutzung
Vor Errichtung des Kulturhauses Lüdenscheid war die Neue Schützenhalle der wichtigste Ort für kulturelle Großveranstaltungen der Stadt (Theateraufführungen, Konzerte usw.). Daneben diente sie stets für gesellschaftliche Veranstaltungen des Schützenvereins, z. B. den großen Ball anlässlich des Schützenfestes oder etwa Silvesterbälle. Im Ersten Weltkrieg richtete man im großen Festsaal ein Lazarett ein. Heute wird der Bau gelegentlich auch für Veranstaltungen von privaten Unternehmen, religiösen Gemeinschaften oder für Ausstellungen und kleine Messen genutzt. Im Hallenvorbau am Schützenplatz befindet sich ein Restaurant. Der große Saal kann mit 1400 Sitzplätzen bestuhlt werden; 200 weitere fasst das Foyer. Während der COVID-19-Pandemie wird die Schützenhalle seit dem 8. Februar 2021 als Kreisimpfzentrum genutzt.

## Lage und Umfeld
Die Neue Schützenhalle liegt beherrschend an einer der höchsten Stellen des Höhenzuges Loh südöstlich der Lüdenscheider Innenstadt. So ist sie mit ihrem Turm in weiten Teilen des Stadtgebietes einsehbar und bildet auch darüber hinaus eine Landmarke. Dem Gebäude westlich vorgelagert ist der Loher Schützenplatz, Veranstaltungsort für das Volksfest anlässlich des Loher Schützenfestes. 1991 wurde der Platz auf ein einheitliches Niveau angehoben und neu gestaltet. In diesem Zusammenhang wurde eine auf die Neue Schützenhalle ausgerichtete Allee gepflanzt. Am der neuen Schützenhalle gegenüberliegenden Ende des Schützenplatzes befand sich seit 1860 die Alte Schützenhalle, ein Backsteinbau mit neoromanischen und antikisierenden Formen. Zuletzt wurde sie als Turnhalle genutzt. Nach unterlassener Instandhaltung und Verwahrlosung musste zu Beginn der 1980er Jahre das stadtgeschichtlich bedeutende Gebäude abgerissen werden.